# Cryptocellus fagei
Cryptocellus fagei är en spindeldjursart som beskrevs av Cooke och Shadab 1973. Cryptocellus fagei ingår i släktet Cryptocellus och familjen Ricinoididae. Inga underarter finns listade i Catalogue of Life.